# HV 2112
HV 2112是一顆位於小麦哲伦星系的紅超巨星。該恆星被認為是可能性極高的索恩－祖特阔夫天体候選者。

## 概要
天文學家於2014年以位於智利的麦哲伦望远镜中的克萊望遠鏡確認了HV 2112的存在。該恆星的鋰、钼和铷元素豐度異常地高。天文學家艾蜜莉·李維斯克（Emily Levesque）使用阿帕契點天文台的望遠鏡分析銀河系中的24顆紅超巨星，以及利用克萊望遠鏡觀測分別觀測大麥哲倫星系16顆和小麥哲倫星系24顆紅超巨星，發現了HV 2112這個索恩－祖特阔夫天体候選者。

## 發現
HV 2112 最早在 1908 年由亨丽爱塔·斯万·勒维特報告為變星。當時它被標記為哈佛編號 2112。雖然未給出具體的變光週期，但報告中指出其「可能為長週期」。根據攝影底片的觀測，其視星等範圍為13.7至暗於16.5。
1966 年，對麥哲倫雲變星的分析顯示 HV 2112 的攝影星等範圍為13.0至暗於17.8。根據其大幅度且相當規律的光度變化（週期約為600天），它被歸類為長週期變星，也就是如今所稱的蒭藁變星。

## 可能的天體類型

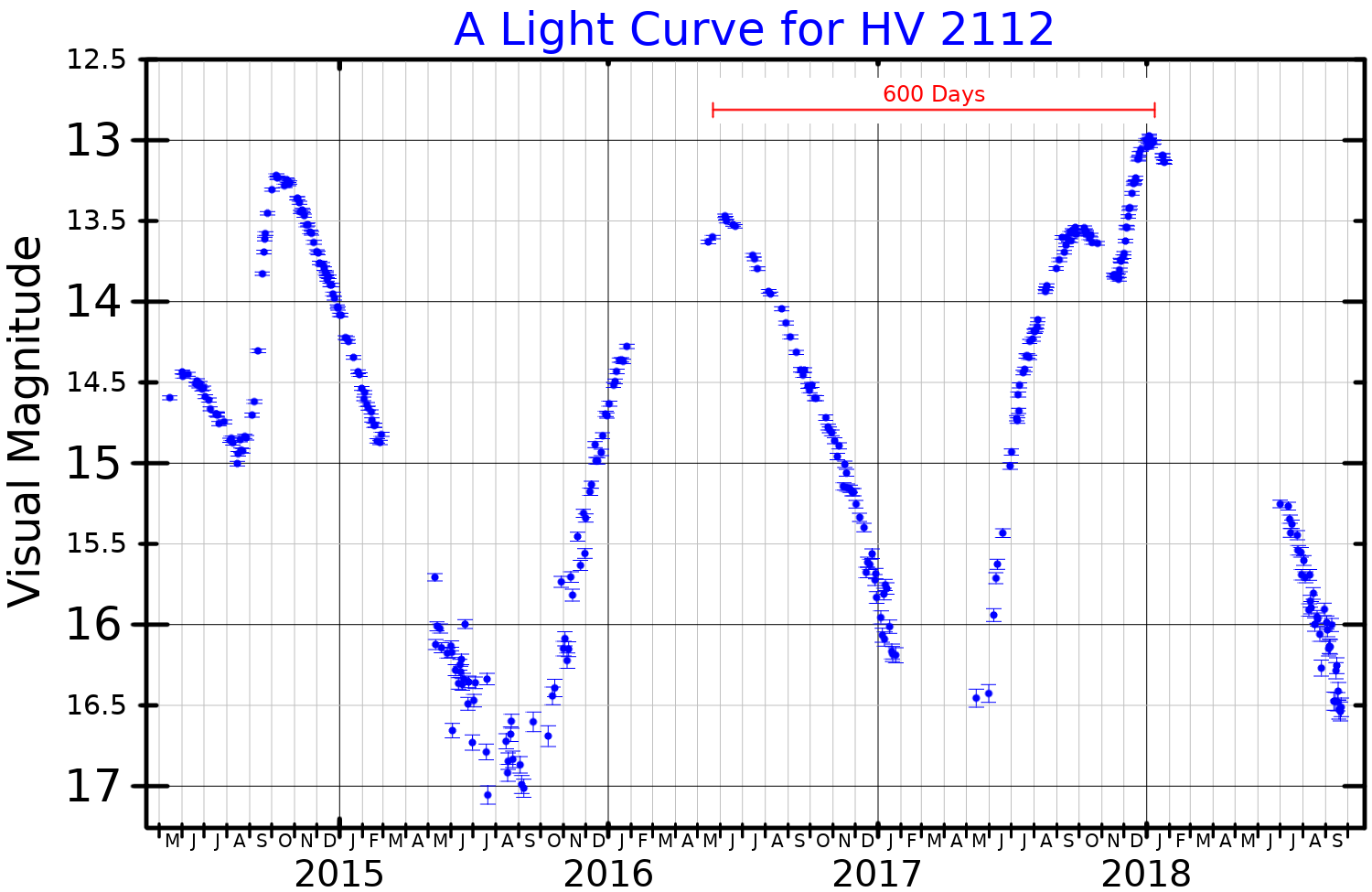
HV 2112 的可見光波段光變曲線，繪製自 ASAS-SN 數據

### 漸近巨星支星（AGB star）
HV 2112 過去一直被視為一顆極為明亮的漸近巨星支（AGB）星，即已耗盡核心氦燃料並處於恆星演化末期的紅巨星。大幅度的 M 型變星與光譜類型晚於 M5 的恆星，幾乎總是 AGB 星而非紅超巨星。這類恆星有理論上的最大光度，在小麥哲倫雲的距離下，HV 2112 的光度通常被計算為略高於此上限，約為 60,000 L☉ 倍太陽光度。
較新的計算結果將 HV 2112 的光度估算為超過 100,000 L☉，這已明確超出 AGB 星的範圍。這些計算考慮到 0.4 星等的星際消光，該值高於小麥哲倫雲中大質量恆星的平均值；然而對紅超巨星來說並不罕見，因為它們可能因鄰近恆星的環星塵埃導致額外的消光。
2016 年對 HV 2112 的自行分析顯示，其自行對於小麥哲倫雲內的恆星來說異常地大，雖然其徑向速度與 SMC 其他天體一致。其每年約 10 毫角秒的自行若真發生在 SMC 的距離下，表示其空間速度約為 3,100 公里/秒，遠高於該星系的逃逸速度。更可能的解釋是 HV 2112 實際上位於我們銀河系內，距離約為 3,000 秒差距，此時其光度應為 1,000 L☉，而非 100,000 L☉，是一顆典型的 AGB 星。重元素的過度豐富則可能是來自未被觀測到的伴星造成的「汙染」，形成所謂的S型星。 也有其他研究認為其自行速度非常小，與位於 SMC 內的天體一致。

### 索恩–日科夫天體（Thorne–Żytkow object）
2014 年，HV 2112 曾被認為可能是一顆索恩-祖特阔夫天体（TZO），這一發現來自智利的麦哲伦望远镜。為尋找 TZO 候選天體，Emily Levesque 使用阿帕契點天文台觀測了銀河系中的 24 顆紅超巨星，並利用 Magellan Clay 望遠鏡觀測了大麥哲倫雲中的 16 顆和小麥哲倫雲中的 22 顆。HV 2112 被發現含有異常高濃度的鋰、鉬和銣，而這些元素預期只會在 TZO 中產生。
2018 年一篇重新評估 HV 2112 性質的論文指出，未發現其具有異常的化學元素豐度，且其光度也低於先前估計。這表明該恆星不太可能是 TZO，更可能是一顆中等質量的AGB 星。

### 雙星系統
HV 2112 被OGLE星表列為未解析的多星系統。其自行與徑向速度皆與其他 SMC 恆星一致，視差雖為負值，但仍與如此遙遠天體的預期值相符。

## 備註
1. ↑   根據有效溫度和光度數據計算得出，參考標準太陽溫度為5,772 K: {\displaystyle {\sqrt {(5772/3750)^{4}*81,283}}=675.4\ R\odot }
{\displaystyle {\sqrt {(5772/2500)^{4}*50,119}}=1,193.4\ R\odot }